# Успенка (Волоконовский район)
Успенка — село в Волоконовском районе Белгородской области России. Входит в состав Покровского сельского поселения.

## География
Село расположено в восточной части Белгородской области, по обоим берегам реки Тихой Сосны (правого притока Дона), в 14,3 км по прямой на северо-восток от районного центра Волоконовки.

## История

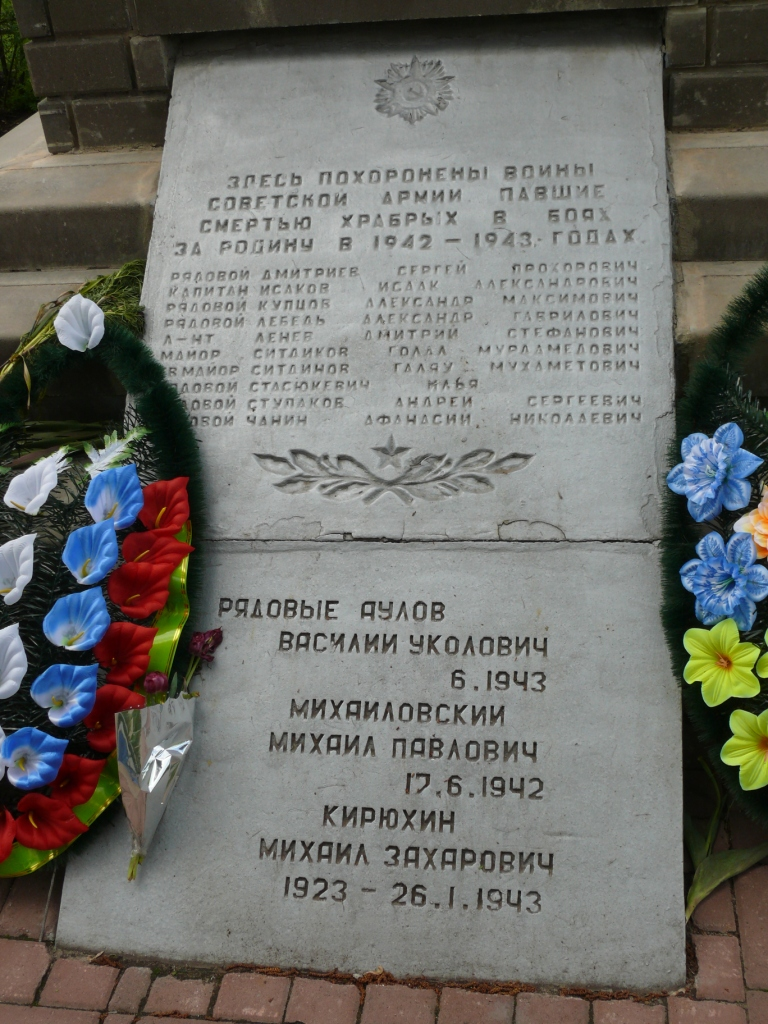
Братская могила советских воинов, погибших в боях с фашистскими захватчикам

### Происхождение названия
В XVIII веке слобода Родионовка (впоследствии Успенка) принадлежала капитану Родиону Шидловскому, родоначальнику волоконовской ветви Шидловских.

### Исторический очерк
До революции в Успенке был кирпичный завод и ярмарка. В 1808 году в Успенке была построена церковь.
[1] Ярмарка работала в только в один день месяца.
В 1859 году — Бирюченского уезда «слобода владельческая Успенская (Родионовка) при реке Тихой Сосне», «по тракту на город Харьков» — 60 дворов, церковь.
В 1920-е годы в Успенке организовали кредитное товарищество, через которое государство предоставляло крестьянам денежные ссуды, инвентарь, сортовые семена, племенной скот.
В 1927 году товарищество в Успенке получило первый трактор.
С июля 1928 года слобода Успенка в Волоконовском районе — центр Успенского сельсовета: слободы собственно Алексеевка (Сенная) и Успенка, поселок Красное Городище и хутора Новоселовка и Шарапов.
В декабре 1929 года в Успенке начали создавать сельхозартель «Красный выборжец», а в конце 1930 года — колхоз имени Калинина. В Успенке работали курсы трактористов, которые закончили 20 человек, в том числе три женщины.
В 1950-е годы слобода Успенка — в Покровском сельсовете Волоконовского района.
В 2010 году село Успенка — в Покровском сельском поселении Волоконовского района.

## Население
В 1859 году в слободе 748 жителей (376 мужчин, 372 женщины).
На 1 января 1932 года в слободе Успенке — 1172 жителя.
По сведениям переписей населения в селе Успенке на 17 января 1979 года — 720 жителей, на 12 января 1989 года — 514 (208 мужчин, 306 женщин), на 1 января 1994 года — 204 хозяйства и 511 жителей.
В 1997 году в селе Успенке Покровского сельского округа — 198 хозяйств и 475 жителей, в 1999 году — 521 житель.
| 1859 | 1897  | 2002 | 2010 |
| ---- | ----- | ---- | ---- |
| 748  | ↗1489 | ↘498 | ↘418 |

## Инфраструктура
По состоянию на 1995 год в селе Успенке имелись участковая больница, Дом культуры, филиал районной библиотеки, неполная средняя школа.

## Интересные факты
Первый владелец Успенки, капитан Р.М. Шидловский был в 1719 году комендантом исторического города Полатова.